# Luigi Piccinni
Luigi Piccinni (Nàpols, Campània, 1766 - Passy-lès-Paris llavors rodalia de París, 1827) fou un músic francès, fill del gran compositor Niccolò Piccinni, i oncle de Luigi, tots ells músics i compositors, amb més o menys glòria.
Fou deixeble del seu pare i va escriure diverses òperes que s'estrenaren a París, Nàpols, etc.. però en aquestes només rebel·là un mediocre talent de compositor. El 1796 fou contractat com a mestre de capella de la cort de Suècia; allà hi va romandre cinc anys i també hi estrenà algunes òperes.
Alguns títols de les seves produccions: Les amours de Cherubin, Les infidelités imaginaires, Le sounambule, Le Sigisbée ou le fat corrigé, etc., però cap de les seves òperes tingué èxit.